# Alliance (Pologne)
Pour les articles homonymes, voir Alliance.
Alliance (en polonais : Porozumienie), en entier Alliance de Jarosław Gowin (Porozumienie Jarosława Gowina), est un parti politique polonais de centre droit, d'idéologie conservatrice libérale et républicaniste avec des accents démocrates-chrétiens.

## Historique
Il est fondé le 4 novembre 2017 par Jarosław Gowin, vice-président du Conseil des ministres et ministre de l'Enseignement supérieur et de la Science du gouvernement Szydło, comme un développement de son précédent parti La Pologne ensemble (Polska Razem).
L'objectif poursuivi par cette transformation est d'accueillir des dissidents d'autres formations — comme Kukiz'15, Wolność (Liberté), la Plate-forme civique (PO) et le Parti paysan polonais (PSL) — et de renforcer la position de Jarosław Gowin au sein de la coalition de droite au pouvoir menée par le PiS. Il s'agirait également d'éviter toute confusion avec le parti de gauche Ensemble (Razem).
Le parti remporte 18 sièges sur les 460 de la Diète et deux sièges au Sénat lors des élections parlementaire de 2019.

## Résultats électoraux

### Diète
| Année | Voix                                 | %                                    | Sièges   | +/- | Statut                                              |
| ----- | ------------------------------------ | ------------------------------------ | -------- | --- | --------------------------------------------------- |
| 2019  | Au sein de la liste Droit et Justice | Au sein de la liste Droit et Justice | 18 / 460 | 18  | Morawiecki II (2019-2021), opposition (depuis 2021) |
| 2023  | Au sein de la liste Troisième Voie   | Au sein de la liste Troisième Voie   | 0 / 460  | 18  | Extra-parlementaire                                 |

### Sénat
| Année | Voix                                 | %                                    | Sièges  | +/- | Statut                                              |
| ----- | ------------------------------------ | ------------------------------------ | ------- | --- | --------------------------------------------------- |
| 2019  | Au sein de la liste Droit et Justice | Au sein de la liste Droit et Justice | 2 / 100 | 2   | Morawiecki II (2019-2021), opposition (depuis 2021) |
| 2023  | Au sein de la liste Troisième Voie   | Au sein de la liste Troisième Voie   | 0 / 100 | 2   | Extra-parlementaire                                 |